# Мансуров, Фуат Шакирович
Фуа́т Шаки́рович Мансу́ров (тат. Фоат Шакир улы Мансуров; 10 января 1928, Алма-Ата — 11 июня 2010, Москва) — советский и российский дирижёр, педагог. Народный артист Казахской ССР (1967). Народный артист Татарской АССР (1971). Народный артист России (1998).

## Биография
Родился в татарской семье. В 1950 году окончил Казахский государственный университет и впоследствии преподавал на его физико-математическом факультете.
В 1951 году окончил Алма-Атинскую государственную консерваторию имени Курмангазы по классу оперно-симфонического дирижирования у А. К. Жубанова и И. А. Зака, затем совершенствовался в Московской государственной консерватории имени П. И. Чайковского по классу Л. М. Гинзбурга. Стажировался под руководством Игоря Маркевича.
В 1949—1952 годах работал дирижёром оркестра народных инструментов имени Курмангазы, в 1953—1956 годах — дирижёром Казахского государственного академического театра оперы и балета имени Абая, затем симфонического оркестра Казахского радио. С 1951 года вёл педагогическую работу в Алма-Атинской консерватории. В 1957 году стал лауреатом Всемирного фестиваля молодёжи и студентов в Москве.
В 1958 году основал и возглавил Государственный симфонический оркестр Казахской ССР, в котором он работал главным дирижёром до 1962 года, вместе с оркестром выступал за рубежом — в ГДР, Польше, Италии и других странах. В 1958 году ему было присвоено почётное звание «Заслуженный деятель искусств Казахской ССР».
С 1963 года вновь работал в Казахском театре оперы и балета, где дирижировал оперными спектаклями «Евгений Онегин» П. И. Чайковского, «Биржан и Сара» М. Тулебаева, «Абай» А. К. Жубанова и Л. А. Хамиди, «Айсулу» С. Мухамеджанова, «Двадцать восемь» Г. А. Жубановой и другими. В 1966 году стал лауреатом 2-го Всесоюзного конкурса дирижёров. В 1967 году ему было присвоено почётное звание «Народный артист Казахской ССР».
С 1968 года — главный дирижёр Татарского театра оперы и балета, с 1969 года — дирижёр Большого театра. В частности, широко известна и высоко ценится меломанами сделанная им с солистами и оркестром Большого театра запись оперы Н. А. Римского-Корсакова «Царская невеста».
С 1989 года — главный дирижёр и художественный руководитель Государственного симфонического оркестра Республики Татарстан.
С 1970 года — профессор Московской государственной консерватории, с 1986 года — профессор Казанской государственной консерватории.

## Деятельность

Могила Ф. Ш. Мансурова

Разработал и внедрил новую методику воспитания оркестровых музыкантов и систему упражнений для адаптации к игре в симфоническом оркестре. Проводил семинары по повышению квалификации для дирижёров на базе музея-квартиры Н. С. Голованова. Создал авторский курс «Работа с оркестровыми группами» для студентов дирижёрского факультета Московской консерватории.
Владел многими европейскими и восточными языками. Мастер спорта СССР по альпинизму и конькобежному спорту.

## Смерть и похороны. Память

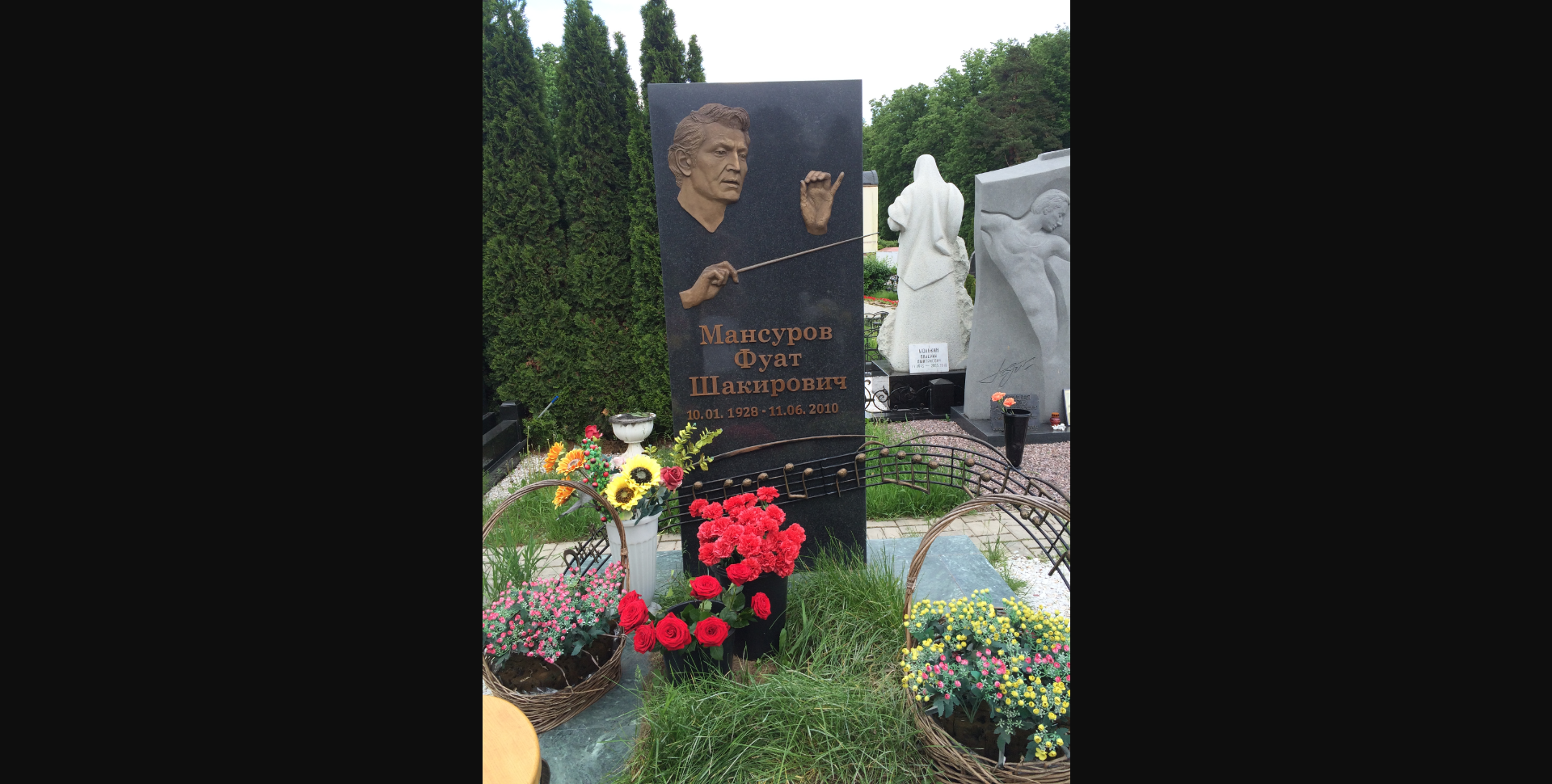

Скончался 11 июня 2010 года в Москве после тяжелой болезни. Похоронен на актёрской аллее Троекуровского кладбища. Летом 2014 года на могиле Ф. Ш Мансурова был установлен памятник. В 2023 году, на доме по адресу ул. К. Маркса д. 23/6, в котором в 1968-1971 гг. проживал Мансуров, была установлена мемориальная доска.

## Постановки в ГАБТ

### Опера
- 04.04.1970 — С. Прокофьев «Семён Котко»
- 08.07.1971 — Дж. Верди «Риголетто» (возобновление постановки 1963 года)
- 07.10.1972 — Дж. Верди «Трубадур»
- 30.11.1976 — А. Даргомыжский «Русалка»
- 28.10.1978 — М. Равель «Испанский час»
- 15.04.1993 — Дж. Верди «Трубадур» (возобновление постановки 1972 года)

### Балет
- 04.04.1971 — М. Чулаки «Русская сказка»
- 05.06.1975 — В. Овчинников, В. Кикта «Посвящение»
- 04.09.1979 — Г. Берлиоз «Ромео и Юлия»
- 01.07.1980 — К. Молчанов «Макбет»

## Награды и звания
- Орден «За заслуги перед Республикой Татарстан» (2008)[16]
- Медаль «В память 1000-летия Казани»  (31 августа 2005)
- Орден Дружбы (6 июня 2005) — за заслуги в области культуры и искусства, многолетнюю плодотворную деятельность[17]
- Почётный академик Академии наук Республики Татарстан (2004)
- Почётная грамота Правительства Российской Федерации (8 января 2003) — за большой личный вклад в развитие музыкального и театрального искусства России, укрепление дружбы между народами и в связи с 75-летием со дня рождения[18]
- Кавалер ордена Эдельвейс 2-й степени (2003) — грамота в воздаяние ревностным и отличным трудам Вашим на пользу альпинизма
- Благодарность Президента Республики Казахстан (июль 2000) — искренне восхищен Вашим мастерством дирижёра. Своим участием в торжествах по случаю открытия Национального театра оперы и балета имени Куляш Байсеитовой в новой столице Казахстана Астане Вы внесли заметный вклад в развитие многонациональной культуры нашего государства. Благодарен вам, уважаемый Фуат Шакирович, за преданное служение своему высокогуманистическому делу.
- Орден «Достык» ІІ степени (11 декабря 1998) — за заслуги перед республикой и плодотворную деятельность в соответствующих сферах общественной жизни[19]
- Народный артист Российской Федерации (26 января 1998) — за большие заслуги в области искусства[7]
- Заслуженный деятель искусств Российской Федерации (5 августа 1995) — за заслуги в области искусства[20]
- Государственная премия Республики Татарстан имени Габдуллы Тукая (1994)
- Медаль «За трудовую доблесть» (14 ноября 1980) — за большую работу по подготовке и проведению Игр XXII Олимпиады[21]
- Орден Трудового Красного Знамени (25 мая 1976) — за заслуги в развитии советского музыкального и хореографического искусства и в связи с 200-летием Государственного академического Большого театра СССР[22]
- Победитель Международного конкурса молодёжных оркестров имени Герберта фон Караяна в Западном Берлине (со студенческим оркестром Московской консерватории; 1971)
- Народный артист Татарской АССР (1971)
- Народный артист Казахской ССР (1967)
- Орден «Знак Почёта» (3 января 1959 года) — за выдающиеся заслуги в развитии казахского искусства и литературы и в связи с декадой казахского искусства и литературы в гор. Москве[9]
- Заслуженный деятель искусств Казахской ССР (1958)

## Фильмография
- 2007 —  «В вашем доме». Авторская передача Святослава Бэлзы
- 2008 — «Покоряя вершины» (Документальный) Режиссёр   Ольга Арлаускас
- 2014 — «Легенды и мифы оперного»
- 2018  —    «Памяти маэстро.Юбилей дирижёра»
- 2024 — «Сердце.Душа.Фуат» документальный фильм Екатерины Соколовой .
- 2024 — Музыка великой степи. Цикл «Великие дирижеры Казахстана».